# SummerSlam (1990)
SummerSlam (1990) – trzecia edycja corocznej gali pay-per-view SummerSlam, która została wyprodukowana przez World Wrestling Federation. Miała miejsce 27 sierpnia 1990 w Spectrum w Filadelfii w Pensylwanii. W karcie znalazło się dziesięć telewizyjnych walk, w tym dwie walki wieczoru. The Ultimate Warrior obronił swojego WWF World Heavyweight Championship przeciwko „Ravishing” Rickowi Rude’owi w steel cage matchu, zaś Hulk Hogan pokonał Earthquake’a przez wyliczenie.
Na pay-per-view odbyły się jeszcze dwie walki o tytuły mistrzowskie. Mr. Perfect stracił swój WWF Intercontinental Championship na rzecz Texas Tornado, który zastępował Brutusa Beefcake’a, który odniósł prawdziwą kontuzję. The Hart Foundation zdobyło WWF Tag Team Championship od Demolition w two out of three falls matchu.

## Przygotowania do gali
Paul Roma zaczął feud z The Rockers (Shawnem Michaelsem i Martym Jannettym) 21 lipca 1990 na odcinku WWF Superstars. Roma został zaatakowany po walce przez Dino Bravo; kiedy The Rockers weszli do ringu, Roma oskarżył ich o zaatakowanie go, po czym został poparty przez Herculesa. Tydzień później, Roma i Hercules pojawili się podczas Brother Love Show, gdzie ogłosili powstanie tag teamu jako Power and Glory. Walka pomiędzy dwoma tag teamami została ustanowiona na SummerSlam.
Rywalizacja pomiędzy Mr. Perfectem i Brutusem Beefcakem rozpoczęła się na Royal Rumble 1990. Beefcake, którego gimmick opierał się na cięciu włosów jego przeciwników, walczył z The Geniusem, menadżerem Perfecta. Kiedy przymierzał się do cięcia włosów, Perfect zainterweniował i spowodował podwójną dyskwalifikację. Perfect i Beefcake zawalczyli ze sobą na WrestleManii VI, gdzie Beefcake zwyciężył. Perfect zdobył Intercontinental Championship 23 kwietnia 1990 w finale turnieju. Dzięki niemu Beefcake został wyeliminowany z turnieju, gdyż zainterweniował w jego walkę. Beefcake i Perfect mieli serię walk na house showach, które doprowadziły do walki na SummerSlam. Krótko przed SummerSlam, Beefcake został kontuzjowany podczas gdy stał na plaży i przyjaciółka uderzyła go kolanami w twarz podczas parasailingu. Wiele kości twarzowych zostało złamanych, w tym szczęka i nos. Wskutek tego, Texas Tornado zastąpił Beefcake’a w walce.
Na Royal Rumble, Sensational Sherri, menadżerka Randy’ego Savage’a, pojawiła się na Brother Love Show. Brother Love wziął jako temat definicję „damy”, wykorzystując Sherri jako jego przykład. Następnie wybrał wyraz „wieśniak”, określając nim dołączającą do nich Sapphire, menadżerkę Dusty’ego Rhodesa. Sherri i Sapphire zaczęły się bić, co doprowadziło do kolejnej bijatyki pomiędzy Savage’em i Rhodesem w obronie swoich kobiet. Rhodes i Sapphire zawalczyli z Savage’em i Sherri w mixed tag team matchu na WrestleManii, gdzie Rhodes i Sapphire wygrali przy pomocy Miss Elizabeth, byłej menandżerki Savage’a. Na SummerSlam zabookowano dwie walki – Sapphire kontra Sherri, oraz Savage kontra Rhodes. W międzyczasie, Sapphire zaczęła dostawać prezenty od anonimowego wielbiciela.

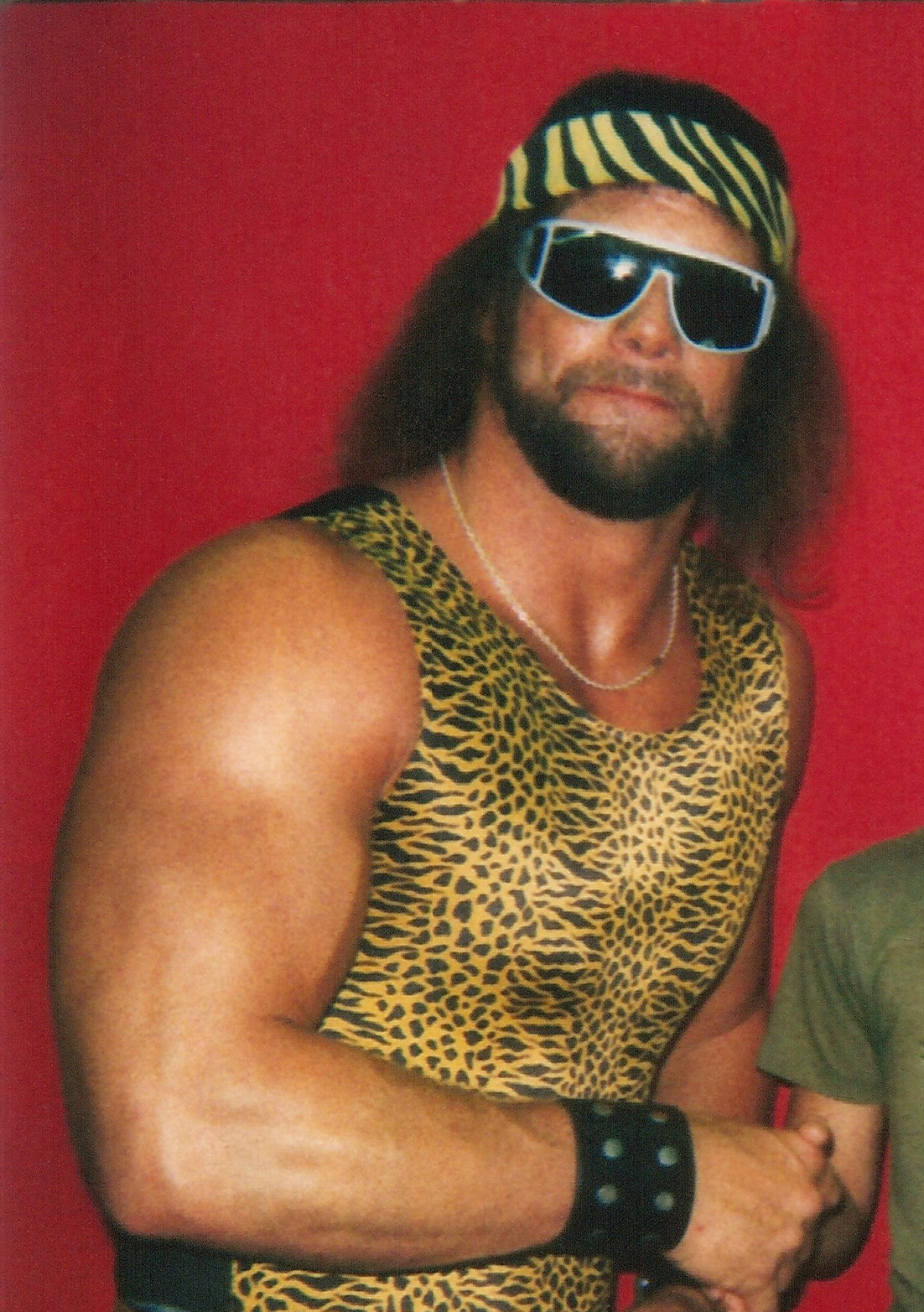
Randy Savage, który rywalizował z Dustym Rhodesem.

Tito Santana i Rick Martel uformowali tag team znany jako Strike Force w 1987. Zdobywali razem WWF Tag Team Championship, lecz podczas walki z Brain Busters na WrestleManii V, Martel zostawił Santanę i wyszedł z walki. Doprowadziło to do długiej rywalizacji pomiędzy ową dwójką, a ich ostateczna walka została wyznaczona na SummerSlam. Martel został kontuzjowany tuż przed SummerSlam, więc WWF wymyśliło storyline, w którym Martel nie mógł wziął udział w walce z powodu wzięcia udziału w pokazie mody w Paryżu. Został on zastąpiony przez The Warlorda, który już walczył z Santaną podczas house showów w kwietniu.
Demolition i The Hart Foundation zawalczyło ze sobą dwa lata wcześniej na SummerSlam 1988, gdzie Demolition sukcesywnie obroniło swoje WWF Tag Team Championship. Bret Hart i Jim Neidhart później skupili się na solowych karierach, lecz później zjednoczyli się jako drużyna. 31 marca na odcinku WWF Superstars ogłosili, że chcą zawalczyć z posiadaczami WWF Tag Team Championship po walce na WrestleMAnii pomiędzy The Colossal Connection i Demolition. Po tym jak Demolition wygrało walkę, The Hart Foundation zawalczyło z The Rockers 28 kwietnia na odcinku Saturday Night’s Main Event. Demolition zainterweniowało, powodując podwójną dyskwalifikację. 14 lipca na WWF Superstars, Demolition i The Hart Foundation wzięło udział w brawlu, gdzie Demolition wyszło z niego zwycięsko mając trzech członków w zespole. Tydzień później została ogłoszona ich walka na SummerSlam, z dodatkową stypulacją, jaką był two out of three falls match, a przy ringu mogło być tylko dwóch członków Demolition.
Rywalizacja pomiędzy Bad News Brownem i Jakem Robertsem zaczęła się, kiedy Roberts wysłał prezent urodzinowy Brownowi 22 kwietnia podczas Wrestling Challenge. Po otwarciu prezentu, Brown znalazł w nim gumowego węża – okazało się wtedy, że Brown straszliwie boi się węży. 5 maja na WWF Superstars, dwójka zgodziła się na walkę ze sobą; Brown oznajmił, że opanował już strach odnośnie do węży, co szybko okazało się nieprawdą. 28 lipca na WWF Superstars zostało ogłoszone, że Brown i Roberts zawalczą w walce, w której Big Boss Man będzie sędzią specjalnym. Brown również zadeklarował, że przyniesie ze sobą 90 kilogramów szczurów wędrownych by zneutralizować węża Robertsa, Damiena.
Nikolai Volkoff zaczął rok formując pro-sowiecki tag team z Borisem Zhukovem znany jako The Bolsheviks. Kiedy Litwa, ojczyzna Volkoffa, zadeklarowała niezależność od Związku Radzieckiego 11 marca 1990, The Bolsheviks zostało rozwiązane. Volkoff stał się pro-zachodni i zaczął wchodzić do ringu z Amerykańską flagą z Jimem Dugganem. Została im przyznana walka z Japońską drużyną znaną jako The Orient Express na SummerSlam.
| Nr. | Rezultat                                                         |
| --- | ---------------------------------------------------------------- |
| 1   | Smash pokonał Jima Neidharta                                     |
| 2   | The Texas Tornado pokonał Black Barta                            |
| 3   | The Warlord pokonał Peza Whatleya                                |
| 4   | Nikolai Volkoff pokonał Borisa Zhukova                           |
| 5   | Power and Glory pokonało Marka Thomasa i Mike’a Williamsa        |
| 6   | Jake Roberts pokonał Mike’a Sharpe’a                             |
| 7   | Mr. Perfect pokonał Ronniego Garvina                             |
| 8   | The Orient Express pokonało Sonny’ego Blaze’a i Shane’a Douglasa |
| 9   | Jim Duggan pokonał Earthquake’a przez dyskwalifikację            |

Kiedy Hulk Hogan miał przeprowadzany wywiad podczas The Borther Love Show 26 maja na odcinku WWF Superstars, został on zaatakowany przez Earthquake’a. Earthquake uderzył Hogana krzesełkiem i wykonał Earthquake splash na jego brzuch. Hogan został wyniesiony z areny na noszach. Hogan nie pojawił się w programach WWF przez dwa miesiące, przez co fani myśleli, że mógł odejść na emeryturę. 14 lipca na WWF Superstars, Hogan ogłosił, że wraca do akcji i zawalczy z Earthquakem na SummerSlam. Hogan również ogłosił, że jego przyjaciel Tugboat pojawi się w jego narożniku podczas walki. Earthquake i jego wspólnik Dino Bravo zaatakowali Tugboata podczas walki 18 sierpnia na WWF Superstars. Tugboat został zabrany na zaplecze na noszach po tym, jak Earthquake wykonał mu dwa Earthquake splashe. Tugboat został uratowany przez Big Boss Mana, lecz obrażenia spowodowały, że nie mógł się pojawić na SummerSlam. Hogan później ogłosił, że w zastępstwie to Big Boss Man pojawi się w jego narożniku.
The Ultimate Warrior i Rick Rude rywalizowali ze sobą od Royal Rumble 1989. Podczas gali wzięli udział w konkursie pozowania, który wygrał Warrior, więc rozzłoszczony Rude zaatakował go. Na WrestleManii V zawalczyli o Intercontinental Championship należący do Warriora. Rude wygrał tytuł, lecz Warrior go odzyskał na SummerSlam 1989. The Ultimate Warrior pokonał Hulka Hogana o WWF World Heavyweight Championship na WrestleManii VI i zostało mu odebrane Intercontinental Championship. Rick Rude został więc pierwszym pretendentem do walki z Warriorem na SummerSlam. Później zostało ogłoszone, że będzie to steel cage match.
Aby podbudował klimat pay-per-view, WWF wyemitowało SummerSlam Fever na USA Network. Show zostało wyprodukowane 19 sierpnia i zawierało wiele wywiadów, a także pojawił się Hulk Hogan i menadżer Jimmy Hart podczas Brother Love show. Odbyło się na nim również dziewięć walk uczestników SummerSlam.

## Gala
| Rola:                    | Osoba:            |
| ------------------------ | ----------------- |
| Komentatorzy             | Vince McMahon     |
| Komentatorzy             | Roddy Piper       |
| Przeprowadzający wywiady | Lord Alfred Hayes |
| Przeprowadzający wywiady | Sean Mooney       |
| Przeprowadzający wywiady | Gene Okerlund     |
| Konferansjer             | Howard Finkel     |
| Sędziowie                | John Binella      |
| Sędziowie                | Mike Chioda       |
| Sędziowie                | Rene Goulet       |
| Sędziowie                | Earl Hebner       |

Przed rozpoczęciem pay-per-view, Shane Douglas pokonał Buddy’ego Rose’a w dark matchu. Hercules zaatakował Shawna Michaelsa przed pierwszą telewizyjną walką, uderzając go łańcuchem. Pomimo że jego partner nie był w stanie walczyć, Jannetty kontrolował przebieg walki ne początku, używając hip tossów by rzucić Romą i Herculesem. Power and Glory potem zaatakowało Jannetty’ego, podczas gdy Slick rozproszył sędziego. Pomimo że Jannetty odzyskał siły, to Roma i Hercules dominowali przez resztę walki i ją wygrali po wykonaniu PowerPlexu (superplexu) przez Herculesa i dodaniu diving splashu od Romy.
The Texas Tornado prowadził na początku walki z Mr. Perfectem, kontrolując ją poprzez wykonywanie wiele silnych ruchów. Mr. Perfect odzyskał siły i wykonał neckbreaker i sleeper hold, sprowadzając rywala do parteru. Kiedy Perfect zaczął przedrzeźniać publikę, Tornado zaatakował go od tyłu. Następnie zaaplikował mu clawhold, po czym dodał discus punch i wygrał walkę oraz Intercontinental Championship.
Sensational Sherri weszła do ringu do walki z Sapphire, lecz Sapphire się nie pojawiła podczas wejściówki. W rezultacie, Sherri wygrała przez rezygnację.
Tito Santana zaczął swoją walkę z The Warlordem zatrzaskując rywala w headlocku, po czym wykonał dropkick, dzięki któremu ten wypadł z ringu. The Warlord kontrolował przebieg walki kiedy do niego powrócił, używając przede wszystkim swojej siły. Slick, menadżer The Warlorda, zainterweniował w walce, lecz mimo tego Santana miał później przewagę. The Warlord wygrał walkę przypinając Santanę po wykonaniu running powerslamu.
W two out of three falls tag team matchu, Crush i Smash reprezentowali Demolition podczas walki z Bretem Hartem i Jimem Neidhartem. Obydwie drużyny skupiły się na taktyce siłowej do czasu pierwszego przypięcia, które zdobyło Demolition, kiedy Hart został przypięty po Demolition Decapitation. Kontynuowali wymęczanie Harta, dopóki Neidhart się z nim nie zmienił. On i Hart zaprzestali ataków Smasha, wykonując między innymi Hart Attack. Przy próbie przypięcia, Crush odciągnął uwagę sędziego by ten nie zaczął odliczania, co spowodowało dyskwalifikację i przyznanie drugiego przypięcia dla Hart Foundation. Podczas kolejnej fazy walki, Demolition rozproszyło sędziego, pozwalając Axowi, ich trzeciemu członkowi ugrupowania, na schowanie się pod ringiem. Kiedy Smash został znokautowany z ringu, Ax zmienił się z nim miejscami, zaś Smash się ukrył. Będący w pełni sił Ax użył swojej siły do kontrolowania przebiegu walki przeciwko Hartowi. Ax i Smash zmienili się ponownie miejscami, lecz Legion of Doom pojawiło się i wyciągnęło Axa spod ringu. Kiedy Smash nie wiedział co się dzieje, Hart i Neidhart wykorzystali okazję i przypięli Crusha, wygrywając pojedynek i zdobywając WWF Tag Team Championship.
Podczas następnej walki, obok ringu leżała klatka pełna szczurów, lecz jej zawartość nie była pokazywana. Bad News Brown kontrolował początek walki przeciwko Jake’owi Robertsowi. Roberts dwa razy spróbować DDT, w tym raz kiedy Brown kłócił się z sędzią specjalnym Big Boss Manem, lecz Brown podwójnie zablokował możliwość wykonania ruchu. Poza ringiem, kiedy Boss Man tego nie widział, Brown uderzył Robertsa krzesełkiem. Roberts zdobył przewagę po tym jak uderzył Browna, lecz został ponownie wyrzucony poza ring po tym jak Brown skontrował próbę DDT na jego back bodydrop. Brown ponownie uderzył Robertsa krzesełkiem, lecz tym razem został zdyskwalifikowany, gdyż widział to Boss Man. Po walce, wściekły Brown chciał zaatakować węża Robertsa, Damiena, lecz Boss Man skutecznie go obronił, wyrzucając Browna z ringu.

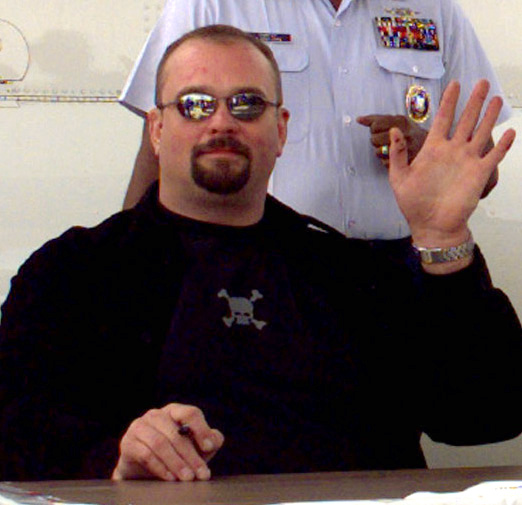
Big Boss Man, który nie walczył w żadnej walce, lecz gościnnie wystąpił w dwóch innych.

Sgt. Slaughter był gościem The Brother Love Show. Zaprezentował Brotherowi Love „Najlepszą Amerykańską Nagrodę” i stwierdził, że Stany Zjednoczone stały się miękkie i słabe. Zadeklarował również wojnę Nikolaiowi Volkoffowi. Przed następną walką, Duggan i Volkoff zaśpiewali „God Bless America”. Po chwili zostali zaatakowani przez The Orient Express (Akio Sato i Pata Tanakę), po czym czwórka zaczęła brawl w ringu. Sato i Tanaka atakowali Volkoffa, by nie zmienił się z Dugganem; Mr. Fuji, menadżer The Orient Expressu, również zaatakował Volkoffa swoją laską. Kiedy Tanaka nie trafił big splashem, Volkoff zmienił się z Dugganem, który wykonał wiele clothesline’ów na Tanace i Sato. Volkoff i Dugga wykonali Irish Whip na rywalach, po czym Duggan dodał clothesline na Tanace i przypiął go.
Kiedy miała się zacząć walka pomiędzy Dustym Rhodesem i Randym Savage’em, Ted DiBiase pojawił się na arenie i ogłosił, że kupił Sapphire. Rhodes wyszedł z ringu i zaczął gonić DiBiasego i Sapphire, lecz został zaatakowany od tyły przez Savage’a. Savage kontrolował przez większość walki, zaś Sherri zainterweniowała podczas gdy sędzia tego nie widział. Rhodes w mgnieniu oka odzyskał siły, lecz Savage przypiął go po uderzeniu torbą Sherri, w której był ciężki przedmiot. Po walce, Rhodes zaczął gonić DiBiasego i porwaną Sapphire, lecz ci zdążyli wyjechać limuzyną.
W kolejnej walce zmierzyli się Hulk Hogan i Earthquake. Na początku wymienili się ciosami, lecz kiedy Earthquake został wyrolowany z ringu, Hogan i Big Boss Man zaczęli się bić z Earthquakem i Dino Bravo. Bravo i Earthquake wykonali powerslam na Hoganie, podczas gdy sędzia był rozproszony, co wykorzystał Earthquake i zacisnął Hogana w Boston crab holdzie. Po wykonaniu powerslama na Hoganie poza ringiem, Hogan spróbował siłować się z przeciwnikiem, lecz nie udało mu się to. Earthquake wykonał kolejny powerslam i dodał do tego dwa Earthquake splashe, lecz nie zdobył przypięcia. Hogan się odświeżył i wykonał bodyslam na ciężkim oponencie, do tego wymierzył leg drop, lecz menadżer Earthquake’a, Jimmy Hart, zainterweniował. Hogan wyrzucił go poza ring i wykonał kolejny bodyslam na rywalu, tym razem na stole obok ringu. Hogan wrócił do ringu i wygrał walkę przez odliczenie poza-ringowe. Po walce, Earthquake zaatakował Hogana, lecz Big Boss Man uratował go, atakując Earthquake’a krzesełkiem.
The Ultimate Warrior zdobył przewagą na początku steel cage matchu z Rickiem Rudem. Po tym jak Warrior nie trafił splashem, Rude chciał wygrać walkę poprzez ucieczkę z klatki. Warrior go złapał i obaj nie byli w stanie sukcesywnie wykonać swoich finisherów. Następnie, Rude chciał spróbować wykonać Rude Awekening neckbreaker, lecz zamiast tego i ucieczki z klatki, wybrał atak shoulderblockiem i dopiero wtedy chciał wyjść poprzez drzwiczki klatki. Warrior złapał go od tyłu, podczas gdy Bobby Heenan, menadżer Rude’a, zaczął mu pomagać, by Rude mógł wyjść. Warrior wykorzystał swoją siłę i wciągnął Rude’a i Heenana do klatki, po czym uderzył w twarz Heenana iu wyrzucił go z klatki za pomocą atomic dropu. Warrior wymierzył trzy clothesline’y Rude’owi i rzucił go na matę za pomocą gorilla press dropu. Warrior następnie wspiął się na ścianę klatki i zszedł na podłogę, wygrywając walkę i broniąc WWF World Heavyweight Championship.

## Wydarzenia po gali
The Rockers kontynuowali feud z Power and Glory, gdzie dwa tag teamy zawalczyły ze sobą w przeciwnych drużynach na Survivor Series. Drużyna Power and Glory zwyciężyła walkę, podczas której Roma wyeliminował Michaelsa po wykonaniu PowerPlexu z Herculesem.
Texas Tornado trzymał Intercontinental Championship przez niemalże trzy miesiące, po czym stracił go na rzecz Perfecta w dniu 19 listopada. Walka została wyemitowana 15 grudnia na odcinku WWF Superstars. Dwaj wrestlerzy stanęli przeciwko sobie w Survivor Series matchu na następnej gali pay-per-view. Perfect wyeliminował Tornado za pomocą PerfectPlexa, lecz ostatecznie to drużyna Tornado wygrała walkę. Brutus Beefcake wrócił do WWF dopiero w 1993.
Dusty Rhodes kontynuował rywalizację z Randym Savage’em po SummerSlam. Podczas ich walki 22 października na Prime Time Wrestling, Ted DiBiase zainterweniował i zaatakował syna Rhodesa, Dustina. DiBiase i Dusty Rhodes zawalczyli ze sobą jako część eliminacyjnej walki na Survivor Series 1990; DiBiase wygrał walkę dla swojej drużyny. Rywalizacja była kontynuowana na rzecz tag team matchu na Royal Rumble 1991, gdzie Dusty i Dustin Rhodes zawalczyli z DiBiasem i jego ochroniarzem, Virgilem. DiBiase i Virgil wygrali walkę i zaczęli ze sobą rywalizację. Sapphire opuściła WWF krótko po SummerSlam, zaś Savage przestał feudować z Rhodesem na rzecz The Ultimate Warriora, gdzie na szali był WWF World Heavyweight Championship.
Nikolai Volkoff wziął udział w walce na Survivor Series 1990, gdzie on i jego partnerzy zawalczyli ze Sgt. Slaughterem, Borisem Zhukovem i The Orient Express. Został wyeliminowany przez Slaughtera, który później został zdyskwalifikowany, kiedy jego menadżer General Adnan uderzył Tito Santanę flagą Iraku. Slaughter i Volkoff zawalczyli ze sobą kilka razy podczas house showów w drugiej połowie 1990. Na początku przyszłego roku, Slaughter zdobył WWF World Heavyweight Championship.
Na Survivor Series, Hogan i Tugboat byli członkami drużyny Hulkamaniacs, która walczyła z Natural Disasters, w której byli Earthquake i Bravo. Hogan wyeliminował Bravo, zaś Tugboat i Earthquake zostali odliczeni poza-ringowo. The Hulkamaniacs wygrali walkę, kiedy to Hogan był jedynym „ocalonym” w pojedynku. Podczas Royal Rumble matchu, Hogan wyeliminował swojego przyjaciela Tugboata. Hogan i Earthquake byli ostatnimi w walce, gdzie Hogan ostatecznie wyeliminował Earthquake’a wygrywając drugi raz z rzędu Royal Rumble match. Nieco później, Tugboat przeszedł heelturn i zmienił pseudonim na Typhoon; on i Earthquake uformowali drużynę znaną jako The Natural Disasters.
Rude opuścił WWF pod koniec 1990 z powodu nieporozumienia odnośnie do wypłat pieniężnych. W rezultacie, Bobby Heenan zajął jego miejsce w walkach, biorąc również udział w pojedynkach z Big Boss Manem. The Ultimate Warrior posiadał WWF World Heavyweight Championship dopóki nie stracił go na rzecz Sgt. Slaughtera na Royal Rumble.

## Recenzje
Piszący dla Online Onslaught, Adam Gutschmidt stwierdził, że gala miała humorystyczne momenty, ale nie posiadała solidnej kart walk. Pozytywnie odebrał walkę pomiędzy The Hart Foundation i Demolition, lecz ocenił walki Bad News Brown vs. Jake Roberts i Oriend Express vs. Jim Duggan i Nikolai Volkoff jako słabe. Dał walce Randy Savage vs. Dusty Rhodes minus jedną gwiazdkę. Julianowi Radbourne z Bleacher Report gala się podobała, a w szczególności tag team match o tytuły. Dodał, że walka wieczoru pomiędzy Warriorem i Rudem nie była tak dobra jak ich poprzednie starcia, ale uznał, iż gala była warta obejrzenia. Felietoniści ocenili galę dla 411mania. Stuart Carapola poczuł, że walka o WWF Tag Team Championship była najlepszą owej nocy; gala mu przypadła do gustu, lecz według niego nie wydarzyło się na niej nic specjalnego. Arnold Furious stwierdził, że storyline o tytuły tag team był zbyt skomplikowany, zaś walka wieczoru była „naprawdę nudna”. Dodał też, że na show odbyło się za dużo walk, a na niektóre z nich przyznano za ma lo czasu, więc show nie otrzymało rekomendacji. Sydney Brown powiedział, że walka o Intercontinental Championship była „niczym”, ale tag teamowa o pasy dywizji była dobra; Brown dodał, iż dwie walki wieczoru były najlepszymi w porównaniu do ubiegłorocznych SummerSlam, i ocenił galę na szkolne 5-.
Na gali pojawiło się 19 304 osób, co było najmniejszą ilością przez pierwszych siedem SummerSlam. WWF zarobiło 338 452 dolarów ze sprzedaży biletów. Buyrate pay-per-view wyniósł 3.8, co było mniejsze od 4.8 z zeszłego roku, lecz wyższe od przyszłorocznego 2.7.
SummerSlam 1990 zostało wydane na VHS’ach przez Coliseum Video 27 września 1990 w Stanach Zjednoczonych. Edycja VHS została wypuszczona w Wielkiej Brytanii 6 kwietnia 1992. Po raz pierwszy zostało ono wydane na DVD jako część serii WWE Tagged Classics 1 sierpnia 2005. Gala jest również częścią antologii SummerSlam wydanej w pudełku na DVD, a została ona wydana 5 sierpnia 2008 w Północnej Ameryce i 6 października 2008 w Wielkiej Brytanii.

## Wyniki walk
| Nr                                                                                    | Wyniki | Stypulacje                                               | Czas  |
| ------------------------------------------------------------------------------------- | --- | -------------------------------------------------------- | ----- |
| 1D                                                                                    | Shane Douglas pokonał Buddy’ego Rose’a                                                                             | Singles match                                            | –     |
| 2                                                                                     | Power and Glory (Hercules i Paul Roma) (w/ Slick) pokonali The Rockers (Shawna Michaelsa i Marty’ego Jannetty’ego) | Tag team match                                           | 06:00 |
| 3                                                                                     | The Texas Tornado pokonał Mr. Perfecta (c) (w/ Bobby Heenan)                                                       | Singles match o WWF Intercontinental Championship        | 05:15 |
| 4                                                                                     | Queen Sherri pokonała Sapphire poprzez rezygnację                                                                  | Singles match                                            | 00:00 |
| 5                                                                                     | The Warlord (w/ Slick) pokonał Tito Santanę                                                                        | Singles match                                            | 05:28 |
| 6                                                                                     | The Hart Foundation (Bret Hart i Jim Neidhart) pokonali Demolition (Smasha i Crusha) (c)                           | Two out of three falls match o WWF Tag Team Championship | 14:24 |
| 7                                                                                     | Jake Roberts pokonał Bad News Browna przez dyskwalifikację                                                         | Singles match z Big Boss Manem jako sędzia specjalny     | 04:44 |
| 8                                                                                     | Nikolai Volkoff i Jim Duggan pokonali The Orient Express (Sato i Pata Tanakę) (w/ Mr. Fuji)                        | Tag team match                                           | 03:22 |
| 9                                                                                     | Randy Savage (w/ Queen Sherri) pokonał Dusty’ego Rhodesa                                                           | Singles match                                            | 02:15 |
| 10                                                                                    | Hulk Hogan (w/ Big Boss Man) pokonał Earthquake’a (w/ Jimmy Hart i Dino Bravo) przez wyliczenie poza-ringowe       | Singles match                                            | 13:16 |
| 11                                                                                    | The Ultimate Warrior (c) pokonał Ricka Rude’a (w/ Bobby Heenan)                                                    | Steel cage match o WWF Championship                      | 10:05 |
| (c) – mistrz/mistrzyni przed walkąD – walka była dark matchem (nietransmitowana w TV) | |                                                          |       |